# John York (músico)
John Foley York (nacido el 3 de agosto de 1946) es un bajista y guitarrista estadounidense, conocido mayormente por su trabajo con la banda estadounidense de rock The Byrds.

## Historia
Antes de unirse a The Byrds, John York fue miembro de The Bees y el Sir Douglas Quintet y trabajó como músico de sesión para artistas como The Mamas & the Papas y Johnny Rivers, además de ser el bajista de la banda de Gene Clark en directo.
York se unió a The Byrds en septiembre de 1968, reemplazando al bajista original Chris Hillman. Permaneció en la banda hasta septiembre de 1969, cuando fue sustituido por Skip Battin. A pesar de solo estar en The Byrds un año, aparece tocando bajo y cantando en dos discos de estudio de la banda: Dr. Byrds & Mr. Hyde y Ballad of Easy Rider. También toca en el sencillo "Lay Lady Lay". Compuso "Fido", que aparece en Ballad of Easy Rider y coescribió "Candy" de Dr. Byrds & Mr. Hyde. También aparece en el disco en directo editado por Columbia/Legacy Live at the Fillmore - February 1969.
Después de su marcha, York trabajó con Clark a mediados de los años 80, junto a Pat Robinson en la banda CRY. York tiene una amplia carrera como guitarrista y bajista tocando con artistas como Chris Darrow, Katie Trickett, Steven T., Nick Binkley, Carla Olson among others.
En 1988, grabó una serie de canciones junto a Skip Battin, que se publicaron bajo el título de Family Tree en 2001. En solitario ha publicado tres discos: Sacred Path Songs (1991), Claremont Dragon (1998)y Arigatou Baby (2006), y grabado Clan Mother Songs con Jamie Sams y Koto con Yukiko Matsuyama. En 2008, York unió fuerzas con Barry McGuire para una gira en directo llamada Trippin' the 60's.

## Discografía seleccionada

### The Bees
- "Leave Me Be"/"She's an Artist" (7" – 1965)
- "Forget Me Girl"/"Baby, Let Me Follow You Down" (7" – 1966)

### Sir Douglas Quintet
- "She Digs My Love"/"When I Sing the Blues" (7" – 1966)

### The Byrds
- Dr. Byrds & Mr. Hyde (1969)
- "Lay Lady Lay"/"Old Blue" (7" – 1969)
- Ballad of Easy Rider (1969)
- Live at the Fillmore – February 1969 (2000)

### The Museuns
- "Train in the Desert"/"Sweet Names of Spanish Ladies" (7" – circa 1974–1976)

### John York
- Sacred Path Songs (1991)
- Clan Mother Songs [con Jamie Sams] (1992)
- Claremont Dragon (1998)
- Koto [con Yukiko Matsuyama] (2003)
- Arigatou Baby (2006)
- West Coast Revelation [con Kim Fowley – download only] (2007)
- Trippin' the 60's: The Show Songs Live [con Barry McGuire] (2009)
- West Coast Revelation [con Kim Fowley (GRA Records; 2011)[10]

### CRY
- After the Storm (2000)

### Family Tree
- Family Tree [con Skip Battin] (2001)